# Ungarndeutsche
Der Begriff Ungarndeutsche (ungarisch Magyarországi németek) ist ein Sammelbegriff für die deutschstämmigen bzw. deutschsprachigen Bewohner Ungarns. Heute wird er vorwiegend von Menschen in Anspruch genommen, die sich zu den Donauschwaben in den bestehenden oder historischen Grenzen Ungarns zählen.

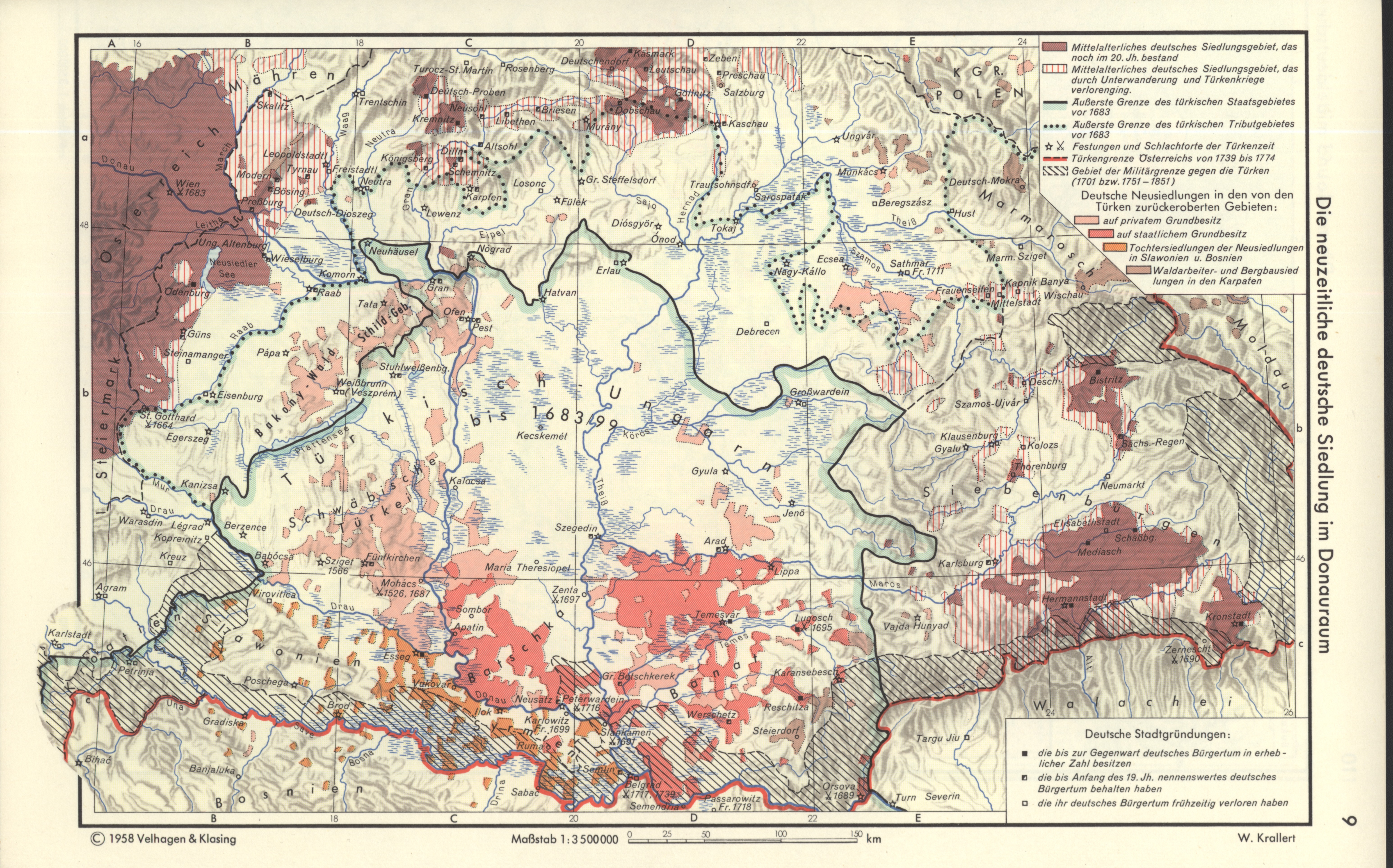
Karte deutschsprachiger Siedlungsgruppen seit Mittelalter und Neuzeit im Königreich Ungarn und Umgebung

„Ungarndeutsche“ nennt man allgemein die Nachfahren der einst ins Karpatenbecken eingewanderten Deutschen. Der Begriff Ungarndeutsche kann historisch auch Bevölkerungsgruppen außerhalb des heutigen Ungarn einschließen, da das Königreich Ungarn mit dem Vertrag von Trianon (1920) wesentlich verkleinert wurde, als große Gebiete Ungarns an die Nachbarstaaten fielen.
Zu beachten ist auch, dass sich in der Vergangenheit nicht alle deutschsprachigen Volksgruppen in gleicher Weise und Intensität mit dem ungarischen Staat identifizierten. Zumeist bezeichnet im heutigen Sprachgebrauch der Begriff „Ungarndeutsche“ daher nur einen Teil der deutschsprachigen Bevölkerungsgruppen im ehemaligen Königreich Ungarn.
Historisch wanderten die Deutschen in mehreren Wellen zu verschiedenen Zeiten in das Karpatenbecken ein. Es entstanden auf dem Gebiet des damaligen Ungarn deutsche Sprach- und Siedlungsgebiete. Seit der Vertreibung 1946–1948 leben Ungarndeutsche (oder Deutsche aus Ungarn) auch in Deutschland, Österreich oder in Übersee (zum Beispiel in Brasilien oder in den USA).

## Geschichte

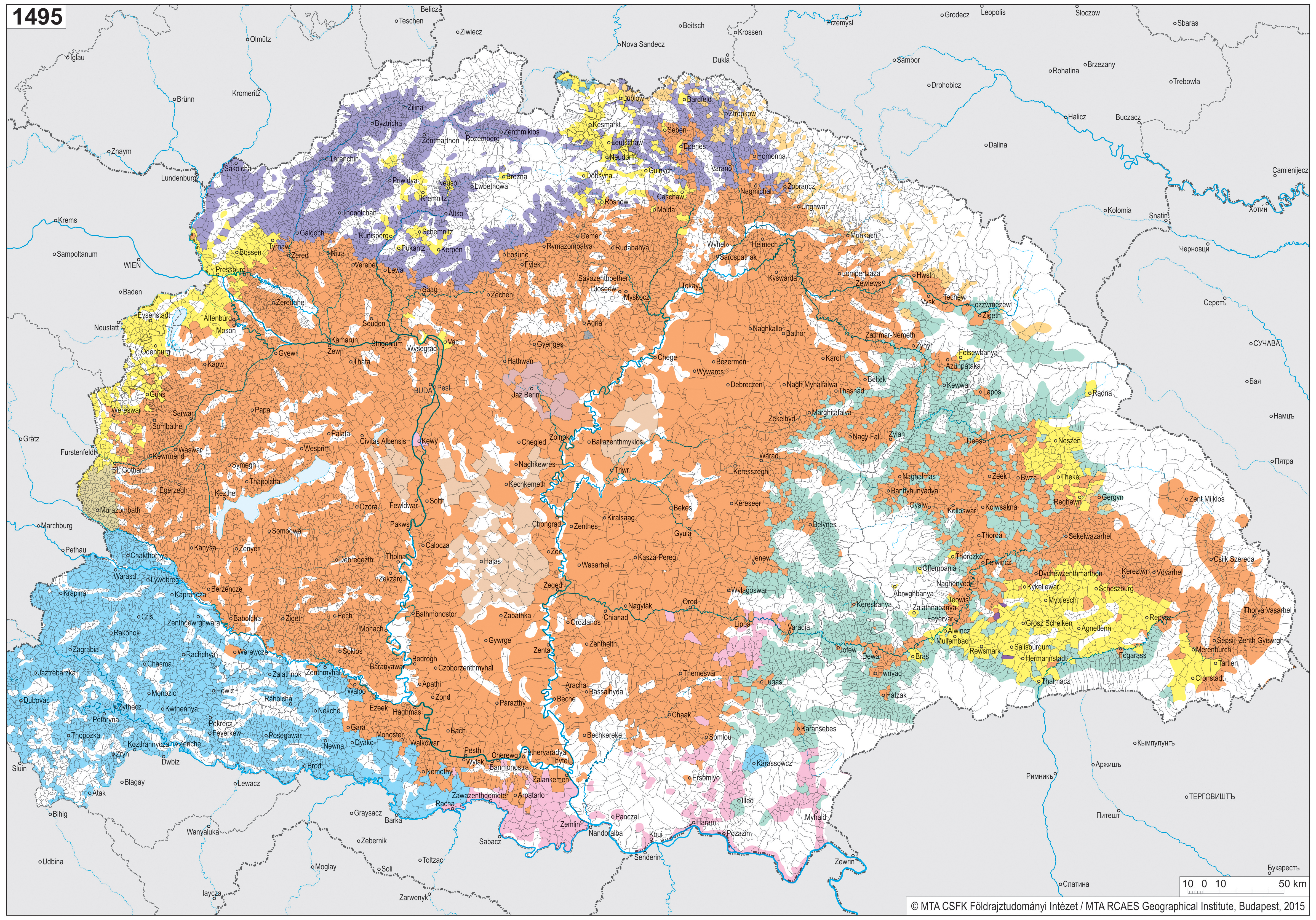
Sprachen in Ungarn im Jahr 1495 nach der Ungarischen Akademie der Wissenschaften. Gelb: deutschsprachige Mehrheiten, meist regional, denn in einigen Handelsstädten waren sie schon zur Minderheit geworden. Im Südosten: Siebenbürger Sachsen, im östlichen Norden: Zipser Sachsen mit oberungarischen Bergstädten und zum Teil in der näheren Umgebung gelegenen Handelsstädten der Pentapolitana, westlicher: niederungarische Bergstädte, am Westrand: Deutschsprachige im heutigen Burgenland mit Ödenburg und Pressburg und Umgebung.

Um das Jahr 1000 kamen erstmals deutsche Ritter in Begleitung der Herzogin Gisela von Bayern, Königin von Ungarn, in das Karpatenbecken. Gisela war die Frau des ersten ungarischen Königs St. Stephan. Er gründete das Königreich Ungarn und wurde 1001 formell als König von Ungarn anerkannt, als Papst Silvester II. ihm den Titel „Apostolische Majestät“ verlieh. Er regierte bis zu seinem Tod 1038.
Im Mittelalter siedelten sich deutschsprachige (anfangs in Folge der Kreuzzüge daneben auch französisch- und italienischsprachige) Siedler als Siebenbürger Sachsen im heutigen Rumänien an, und später in der Zips (heute Slowakei) als Zipser Sachsen. Daneben kamen beim Ausbau einiger ungarischer Handelsknotenpunkte zu mittelalterlichen Handelsstädten, wie Buda, Gran, Fünfkirchen, Stuhlweißenburg oder Kaschau ein vorwiegend deutschsprachiges und anderes westeuropäisches Städtebürgertum in diese Zentren, deren Anteil im Laufe der Frühneuzeit aber durch Assimilation deutlich zurückging oder komplett verschwand. Ähnlich wurden die vom Bergbau lebenden oberungarischen und niederungarischen Bergstädte in der heutigen Slowakei im Mittelalter vorwiegend von deutschsprachigen Bergleuten, anderen Handwerkern und Städtebürgern besiedelt, die ebenso meistens nach Niedergang des Bergbaus ab 16./17. Jahrhundert ihren vorwiegend deutschsprachigen Charakter verloren. Ausnahmen bildeten jene Städte, deren dörfliches Einzugsgebiet auch deutschsprachig war und deshalb als Sprachinseln bis ins 20. Jahrhundert erhalten blieben. Das waren in der Slowakei das Hauerland als kleines Restgebiet der einstigen niederungarischen Bergstädte, die Unterzips und Umgebung als Rest der meisten oberungarischen Bergstädte und schließlich Teile der Oberzips als Rest der dort einst florierenden Handelsstädte. Schließlich hatte der Westrand Ungarns an der Grenze nach Österreich, die Regionen um Pressburg und das heute österreichische Burgenland schon Anschluss an den geschlossen deutschsprachigen Raum, deutschsprachigen Bewohner lebten hier aber (wie auch in der Zips und in Siebenbürgen) in Gemengelage mit anderssprachigen (hier: slowakischen, ungarischen, slowenischen und später auch burgenlandkroatischen) Bevölkerungsgruppen. Praktisch alle diese mittelalterlichen Ansiedlungen werden in der zweiten Hälfte des 18. Jahrhunderts nicht mehr zu den Ungarndeutschen gezählt, leben entweder seit dem Ersten Weltkrieg außerhalb der ungarischen Grenzen oder wurden schon in der Frühneuzeit assimiliert.
Die größte Einwanderungswelle ins ungarische Tiefland erfolgte nach dem Ende der Türkenherrschaft infolge der Schlacht bei Mohács. Zwischen 1700 und 1750 kamen deutsche Siedler aus Süddeutschland, Österreich und Sachsen in die nach den Türkenkriegen zum Teil menschenleeren Gebiete Pannoniens, des Banat und der Batschka und trugen entscheidend zur wirtschaftlichen Erholung und kulturellen Eigenart dieser Regionen bei (siehe Hauptartikel Schwabenzug).
Ende des 18. Jahrhunderts lebten im damaligen Vielvölkerstaat Ungarn mehr als eine Million Deutsche, die vor allem in der Landwirtschaft tätig waren. Es gab aber auch eine blühende deutsche Kultur mit literarischen Werken, Zeitungen, Zeitschriften, und Kalendern in den Städten. Das Deutsche Theater in Budapest bestand von 1812 bis 1849. Vor dem Ersten Weltkrieg lebten etwa 1,5 Millionen Donauschwaben im Königreich Ungarn, deren Siedlungsgebiete 1919 zwischen den Staaten Ungarn, Jugoslawien und Rumänien aufgeteilt wurde. Viele von diesen wurden nach 1945 vertrieben.
Im 19. Jahrhundert bildeten sich „deutsche Industriezweige“ wie Glasbläser, Metallgießer, Steinmetze heraus. In der zweiten Hälfte des 19. Jahrhunderts befolgte auch das städtische deutsche Bürgertum, um seine wirtschaftlichen Interessen zu wahren, die Magyarisierungspolitik und passte sich dem Ungartum an. So wurde die deutsche Sprache allmählich durch die ungarische ersetzt.
Nach dem Ersten Weltkrieg gehörte Ungarn zu den Verlierern. Österreich-Ungarn hatte 1879 mit dem Deutschen Kaiserreich den Zweibund geschlossen. 1882 wurde der Zweibund durch den Beitritt Italiens zum Dreibund erweitert. Italien wechselte beim Londoner Vertrag (1915) aus expansionistischen Interessen auf die Seite der Alliierten.
Ungarn verlor 1920 im Vertrag von Trianon, den es unter Protest unterschrieb, 70 Prozent seiner Gebiete, die von Nachbarstaaten annektiert wurden. Die Zahl der Deutschen im Staat Ungarn wurde dadurch mehr als halbiert.

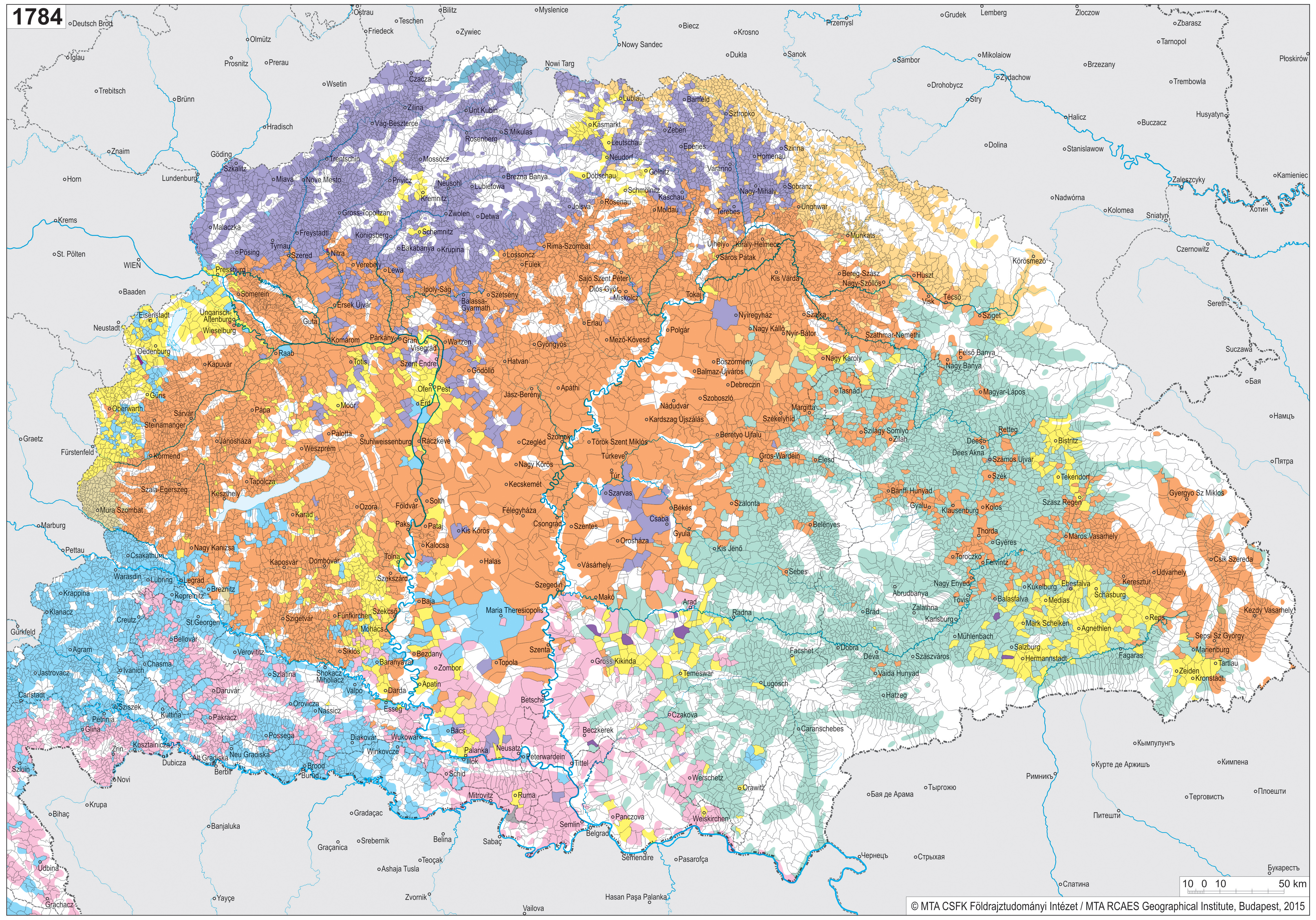
Sprachen in Ungarn im Jahr 1784 nach der Ungarischen Akademie der Wissenschaften. Gelb: deutschsprachige Mehrheiten. Das ethnische Muster Ungarns veränderte sich aufgrund jahrhundertelanger Kriege und Migrationsbewegungen. Die Siedlungsgebiete der Zipser Sachsen, Siebenbürger Sachsen, des Hauerlands und des Westrandes sind kleiner geworden, dagegen etablierten sich größere Ansiedlungsgebiete der Donauschwaben im Inneren und der Banater Schwaben im Süden.

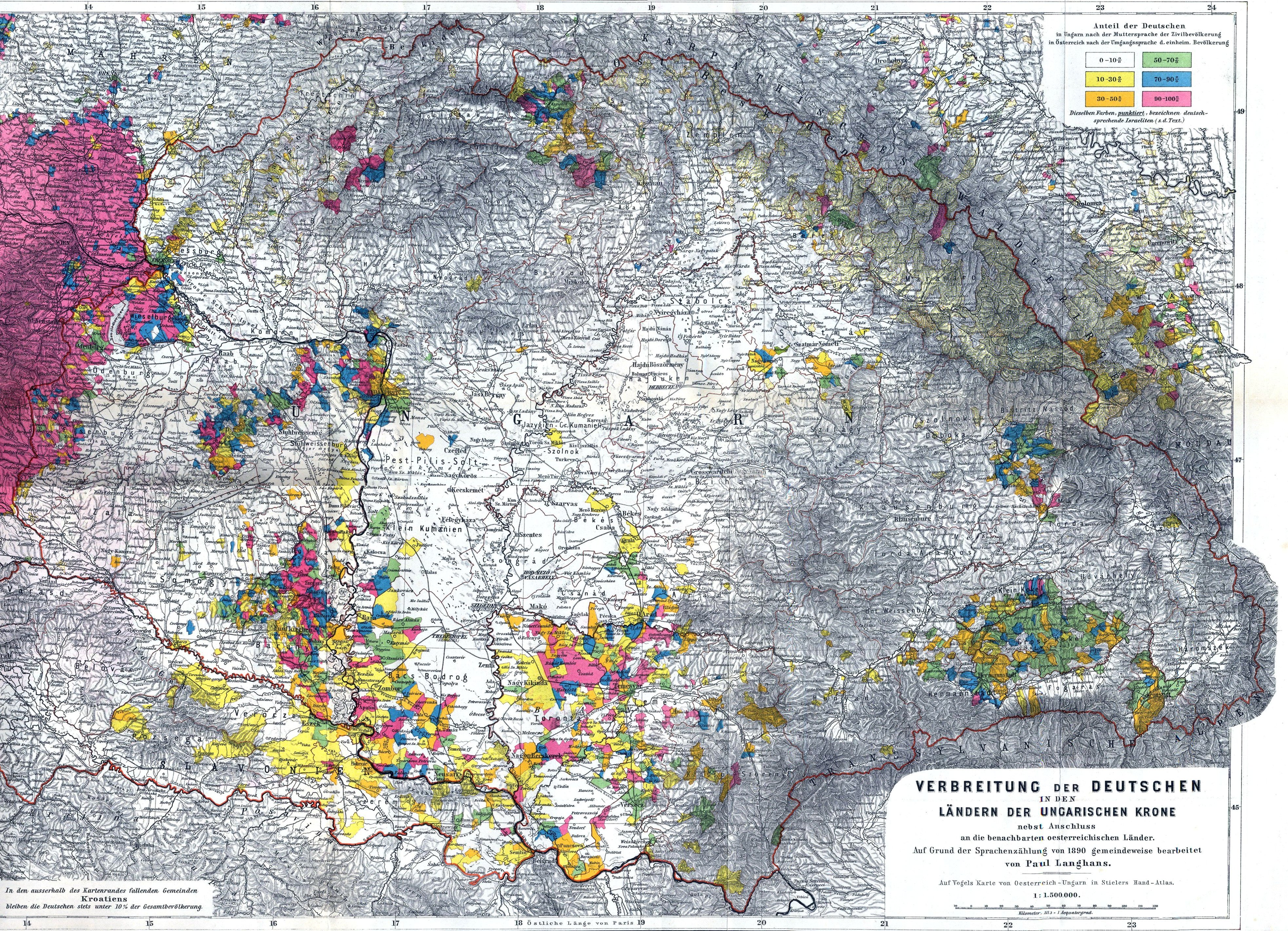
Deutsche Siedlungsgebiete im Königreich Ungarn (1896) mit Mehrheits- und Minderheitsgebieten (während die oberen Karten die Gebiete relativer Mehrheit aller Ethnien einheitlich darstellen)

| Region       | Stadt          | 1888   | 1888    | 1910  | 1910    |
| Region       | Stadt          | Zahl   | Prozent | Zahl  | Prozent |
| ------------ | -------------- | ------ | ------- | ----- | ------- |
|              | Budapest       | 119902 | 33      | 75882 | 8,9     |
| Oberungarn   | Kaschau        | 4358   | 16,7    | 3189  | 7,2     |
| Oberungarn   | Neusohl        | 1434   | 20      | 879   | 8,9     |
| Oberungarn   | Schemnitz      | 1572   | 10,3    | 453   | 3       |
| Oberungarn   | Tyrnau         | 2861   | 26,4    | 2280  | 15      |
| Zips         | Käsmark        | 3326   | 74,4    | 3242  | 51,4    |
| Zips         | Göllnitz       | 3210   | 73,8    | 2095  | 54,7    |
| Zips         | Zipser Neudorf | 2348   | 31,2    | 1786  | 17      |
| Westungarn   | Pressburg      | 31492  | 65,6    | 32790 | 41,9    |
| Westungarn   | Ödenburg       | 17115  | 73,7    | 17318 | 51,1    |
| Westungarn   | Güns           | 5460   | 74,8    | 3066  | 36,4    |
| Südungarn    | Fünfkirchen    | 5121   | 18      | 6356  | 13,5    |
| Südungarn    | Neusatz        | 5353   | 25,1    | 5918  | 17,6    |
| Südungarn    | Werschetz      | 12839  | 57,5    | 13556 | 49,6    |
| Südungarn    | Weißkirchen    | 6825   | 69,4    | 6062  | 52,6    |
| Südungarn    | Temesvár       | 18539  | 56,6    | 31644 | 43,6    |
| Siebenbürgen | Kronstadt      | 9599   | 32,4    | 10841 | 26,5    |
| Siebenbürgen | Hermannstadt   | 14061  | 72,3    | 16832 | 50,2    |
| Siebenbürgen | Mediasch       | 3470   | 53,4    | 3866  | 44,8    |
| Siebenbürgen | Bistritz       | 4954   | 61,4    | 5835  | 45      |

### Zeit zwischen den Weltkriegen
Gegen den Magyarisierungsdruck auf Staats- und Schulebene wehrte sich der „Ungarnländische Deutsche Volksbildungsverein“ 1924 unter der Leitung von Jakob Bleyer mit geringem Erfolg. In dieser Situation hofften die Deutschen in Ungarn zur Verbesserung ihrer sprachlichen Situation auf Hilfe von außen. Nach Hitlers Machtergreifung im Januar 1933 wurde das Deutschtum in Ungarn zum politischen Spielball zwischen dem Horthy-Regime und dem NS-Regime.

### Zweiter Weltkrieg
Die Ungarndeutschen wurden von 1938 bis 1945 unter Franz Anton Basch durch den nationalsozialistisch ausgerichteten Volksbund der Deutschen in Ungarn vertreten. Als die von Miklós Horthy geführte Regierung angesichts der sicheren Niederlage Ende 1944 geheime Waffenstillstandsverhandlungen mit der Sowjetunion führte, putschten die Pfeilkreuzler und versuchten, ein nationalsozialistisches Regime zu errichten. Im Waffenstillstandsabkommen vom 20. Januar 1945 musste Ungarn sich einer Alliierten Kontrollkommission unter Vorsitz der Sowjetunion unterstellen. Dieses Waffenstillstandsabkommen verpflichtete Ungarn zur aktiven Mithilfe bei der Verfolgung, Verhaftung und Verurteilung von Kriegsverbrechern. Alle Hitlerfreundlichen oder andere politischen, militärischen und paramilitärischen Organisationen der Ungarn und Ungarndeutschen waren aufzulösen.

### Nachkriegszeit
Nach dem Zweiten Weltkrieg wurden viele Ungarndeutsche zur Zwangsarbeit in die Sowjetunion verschleppt, oder in Ungarn nach Entnazifizierungsverfahren enteignet, entrechtet und zwischen 1946 und 1948 nach Deutschland, zuerst in die amerikanische, später in die sowjetische Besatzungszone vertrieben.
1945 wurde per Gesetz eine Bodenreform mit kommunistisch-sozialistischer Zielsetzung durchgeführt. Dabei wurde auch der Grundbesitz aller Mitglieder des Deutschen Volksbundes entschädigungslos enteignet. Eine Verordnung vom 1. Juli 1945 organisierte die Überprüfung auf nationalsozialistische Belastung, der vor allem die deutsche Minderheit unterzogen wurde.
Es gab ein vierstufiges Kategorienschema:
- Kategorie 1: Führende Mitglieder einer „Hitler-Organisation“. Dazu zählten die Mitglieder der Waffen-SS
- Kategorie 2: einfache Parteimitglieder und solche, die ihren magyarisierten Namen regermanisiert hatten
- Kategorie 3: Unterstützer von „Hitler-Organisationen“
- Kategorie 4: Personen, die „ihre Vaterlandstreue und demokratische Gesinnung nicht unter Beweis gestellt“ hatten

Der Grundbesitz der in den Kategorien 1–3 erfassten Personen war für die Ansiedlung von ungarischen Flüchtlingen bestimmt, die aus Nachbarstaaten geflohen oder vertrieben worden waren.
Am 29. Dezember 1945 verfügte die ungarische Regierung, dass diejenigen ungarischen Staatsbürger nach Deutschland „umzusiedeln“ seien, die sich bei der Volkszählung von 1941 zur deutschen Nationalität oder Muttersprache bekannt oder die Magyarisierung ihres Namens rückgängig gemacht hätten, Mitglied des Volksbundes oder einer bewaffneten deutschen Formation gewesen waren. Diese Ausweisung beruhte auf Artikel XIII des Potsdamer Abkommens, das die Überführung der deutschen Bevölkerung oder Bestandteile derselben, die in Polen, Tschechoslowakei und Ungarn zurückgeblieben sind, nach Deutschland festlegte.
Die Volkszählung 1941 hatte im Gebiet von Trianon-Ungarn rund 477.000 Personen deutscher Muttersprache erfasst, 300.000 hatten sich zur deutschen Nationalität bekannt. Rund 100.000 hatten der SS angehört, viele davon waren gefallen oder in Kriegsgefangenschaft. Dem Volksbund und seinen Organisationen hatten im Herbst 1942 (im vergrößerten Ungarn) rund 300.000 Angehörige der deutschen Minderheit angehört. Etwa 60.000 bis 70.000 waren bereits zusammen mit der Wehrmacht geflohen, darunter zahlreiche SS-Mitglieder und ihre Familien sowie Volksbund-Mitglieder.
István Bibó, 1945 Innenminister Ungarns, wandte sich in mehreren Denkschriften gegen die Vertreibung der Ungarndeutschen. 1946 äußerte István Bibó hierzu unter anderem: „Wir tun jetzt mit ihnen nichts anderes als vor einem Jahr mit unseren Juden.“ Ende 1945 trat er aus Protest zurück.
Am 1. Juni 1946 wurden die Transporte in die Amerikanische Besatzungszone von den Amerikanern gestoppt, weil Ungarn das zurückgelassene Vermögen der Deutschen auf seine Reparationsverpflichtung anrechnen lassen wollte, was die Amerikaner nicht anerkannten. In dieser ersten Phase wurden bis zu 130.000 Ungarndeutsche nach Deutschland verbracht.
Nachdem die Sowjetunion sich bereit erklärt hatte, weitere Ungarndeutsche aufzunehmen, wurden von August 1947 bis Juni 1948 weitere 33 Transporte organisiert. Etwa 50.000 aus Südungarn kamen in die sowjetische Zone, überwiegend in die Auffanglager in Sachsen, in die Graue Kaserne in Pirna.
Ab etwa August 1946 spielten die Überprüfungskommissionen, die sehr langsam arbeiteten, bei der Ausweisung nur noch eine geringe Rolle. Oftmals mussten unbelastete Deutsche Ungarn verlassen. Dagegen konnten Mitglieder des Volksbunds bleiben. Er hatte sich vor allem aus armen Bauern und nichtorganisierten Arbeitern rekrutiert. Die ungarischen Kommunisten bewahrten diese Schichten vor der Ausweisung, zielten stattdessen auf vermögende und grundbesitzende Bauern als potentielle Gegner eines sozialistischen Umbaus Ungarns.
Alles in allem hat Ungarn, das durch das Potsdamer Abkommen ermächtigt war, seine gesamte deutsche Bevölkerung auszusiedeln, etwa die Hälfte von ihnen ausgewiesen.

### Situation bis zur Wende
Nach der Vertreibung der Deutschen zwischen 1945 und 1948 wurden die verbleibenden Deutschen in Ungarn durch die Aberkennung ihrer Staatsbürgerschaft staatenlos. Erst ab 1950 bekamen sie Personalausweise und wurden als Staatsbürger anerkannt. Von 1950 bis 1956 folgte die Periode der totalen Diktatur, in der neben den „Kulaken“ (reiche Bauern) auch die Ungarndeutschen als Staatsfeinde betrachtet wurden. Beim ungarischen Militär bekamen die ungarndeutschen Männer oftmals keine Waffen und wurden in diesem Bereich auch nicht ausgebildet, weil sie nicht als vertrauenswürdig angesehen wurden, stattdessen mussten sie etwa drei Jahre Arbeitsdienst ableisten. Zahlreiche Beispiele zeigen, dass Ungarndeutsche an den Universitäten nicht studieren durften oder ihre Studien wegen ihrer ethnischen Herkunft abbrechen mussten. Deutschfeindliche Äußerungen wie „Wer ungarisches Brot isst, soll Ungarisch sprechen“ waren bis in die 1970er Jahre keine Seltenheit. Die Diskriminierungen führten dazu, dass 1956 nach dem ungarischen Volksaufstand viele Ungarndeutsche das Land verließen und nach Österreich, Deutschland, die USA, Kanada oder Australien auswanderten.
Während der als „Gulaschkommunismus“ bezeichneten Periode der gesellschaftlichen Liberalisierung unter dem Partei-Generalsekretär János Kádár bekamen die Minderheiten in Ungarn, auch die Deutschen, bestimmte bescheidene Rechte zur Pflege ihrer Kultur. 1955 wurde der Verband der Ungarndeutschen gegründet, der in dem von der ungarischen Regierung zugelassenen Rahmen versuchte, die Interessen der deutschen Minderheit zu vertreten. Dass in den Schulen kaum Deutschunterricht angeboten wurde, hatte zur Folge, dass „eine stumme Generation“ aufwuchs, die der deutschen Sprache nicht mehr mächtig war oder allenfalls ein wenig Mundart verstand. Ein ungarndeutsches Museum wurde 1972 in Tata eröffnet. Mitte der 1980er Jahre wurde jedoch Deutsch als Nationalitätensprache/Minderheitensprache als ein spezielles Unterrichtsfach in zahlreichen Schulen eingeführt.
So konnte nun in den Bereichen Volkskunde, Mundarten, Zweisprachigkeit, Sprachkontakt, Interkulturalität wissenschaftlich geforscht werden. Beispiele hierfür sind die Arbeiten von Karl Manherz, Elisabeth Knipf-Komlósi, Maria Erb in Budapest, Csaba Földes in Wesprim/Veszprém, oder Katharina Wild in Fünfkirchen/Pécs. Es entwickelte sich eine ungarndeutsche Literatur. Die Zahl der zweisprachigen Schulen, vor allem der Gymnasien, wuchs. Zudem wurden deutsche Chöre, Tanzgruppen etc. ins Leben gerufen.

### Entwicklung nach der Wende

Logo der Landesselbstverwaltung der Ungarndeutschen

Nach dem Fall des Kommunismus wurden weitere ungarndeutsche Vereine gegründet.
1993 wurde das Gesetz Nr. LXXVII/1993 über die Rechte der nationalen und ethnischen Minderheiten verabschiedet, das die Einrichtung von Minderheitenselbstverwaltungen in Ungarn vorsah. Nach den Wahlen der Minderheitenselbstverwaltungen vom Dezember 1994 wurde auf der Elektorenversammlung der deutschen Minderheit am 11. März 1995 die Landesselbstverwaltung der Ungarndeutschen gewählt. Bis November 1995 entstanden 164 deutsche Minderheiten-Selbstverwaltungen, deren Dachorganisation auf Grundlage des Minderheitengesetzes von 1993 beziehungsweise des 2011 an seine Stelle getretenen Nationalitätengesetzes die Landesselbstverwaltung der Ungarndeutschen (LdU) ist. Bei der Parlamentswahl in Ungarn 2018 erreichte die LdU aufgestellte Liste ausreichend Stimmen für ein Parlamentsmandat, und Emmerich Ritter zog als Vertreter der Ungarndeutschen ins neue Parlament ein.

## Heutige Lage

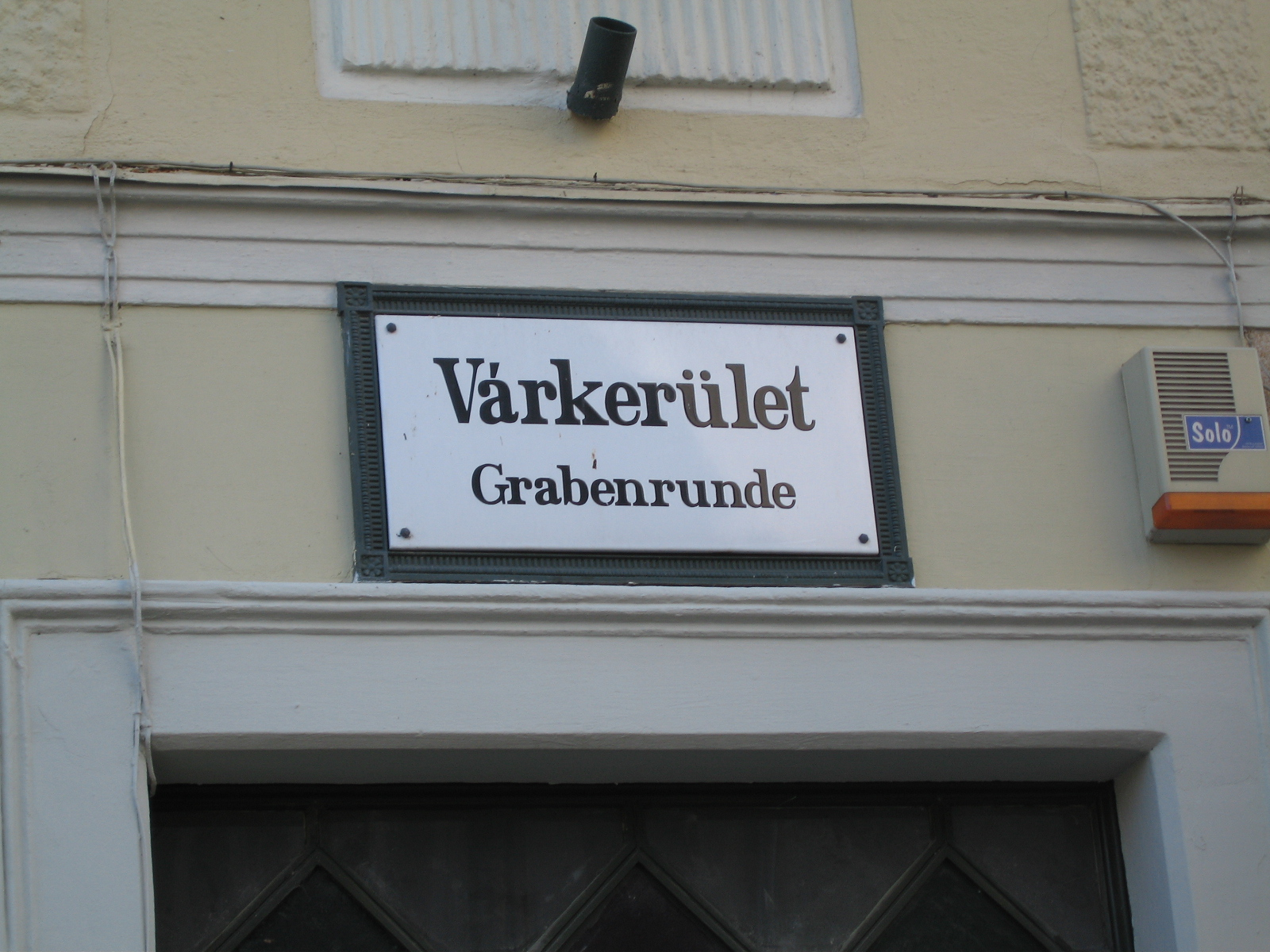
Ödenburg (Sopron) nahe der österreichischen Grenze ist eine der wenigen Städte in Ungarn, in denen es zweisprachige Straßenschilder gibt.

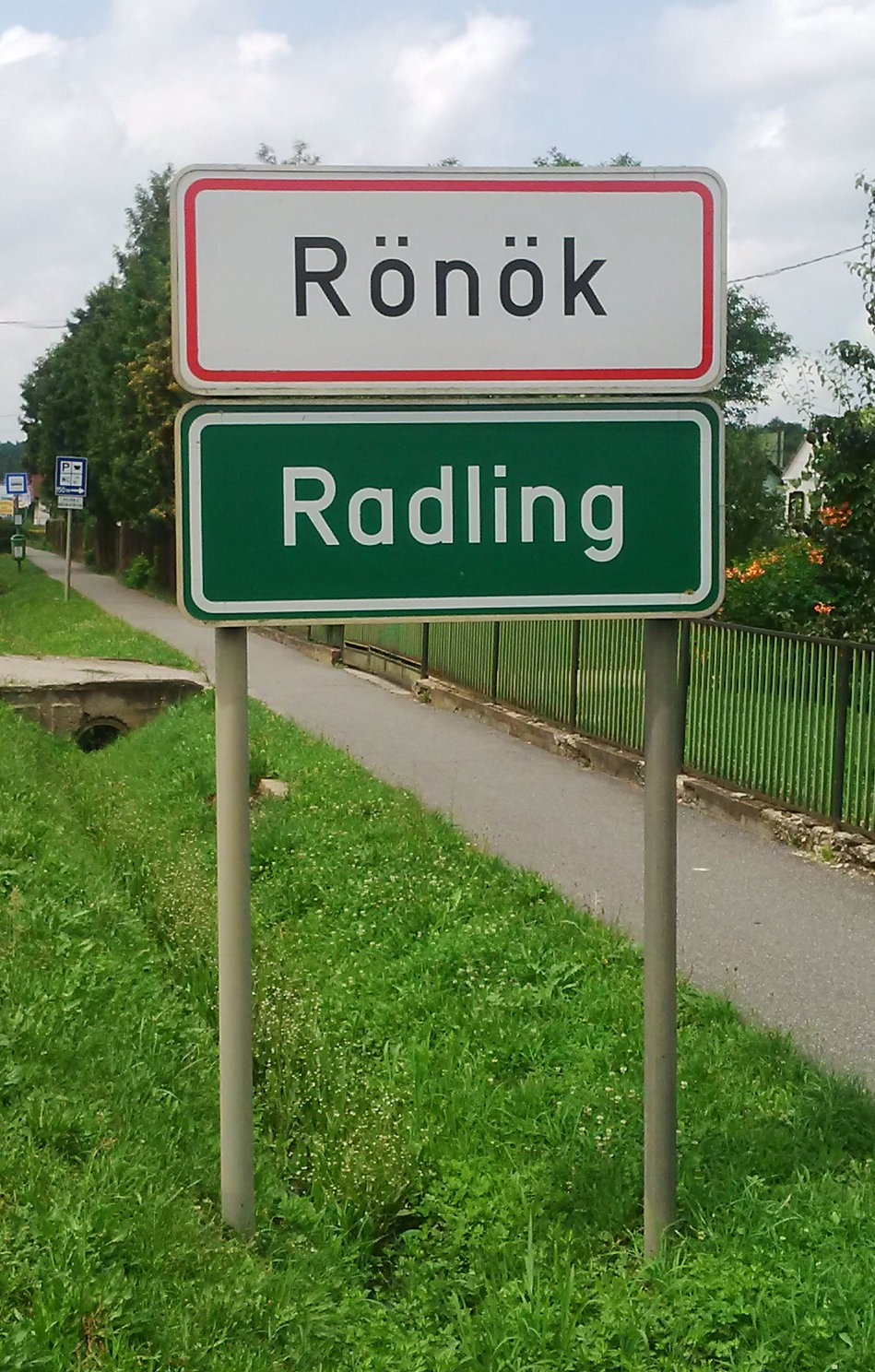
Zweisprachige Ortstafel in Radling (Rönök)

Der ehemalige Parlamentsbeauftragte für Minderheitenrechte in Ungarn, Jenő Kaltenbach, kommentierte die gegenwärtige Lage der Minderheiten in Ungarn als „gesellschaftlich weitgehend integriert (assimiliert), in keinem geschlossenen Siedlungsgebiet lebend, zahlenmäßig klein, kein ausgeprägtes Identitätsbewusstsein, eher eine Doppelidentität“. Sein Fazit war, dass der Assimilationsprozess der Ungarndeutschen und der einhergehende Verlust der Muttersprache trotz einiger positiver Impulse in der letzten Zeit kaum rückgängig gemacht werden kann. In jüngster Zeit konnte jedoch in zahlreichen Orten ein Trend zur ungarndeutschen Minderheiten-Selbstverwaltung beobachtet werden.
Die Zahl der deutschsprachigen Ungarndeutschen lag bei der Volkszählung von 2001 bei 62.233. Inklusive der assimilierten Ungarndeutschen wird ihre Zahl auf über 200.000 geschätzt. Eine Volksbefragung im Jahr 2011 ergab eine Zahl von 132.000 Personen, die als ihre nationale Zugehörigkeit Deutsch angaben, sowie 32.000 Ungarn, die als ihre Muttersprache Deutsch angaben. 96.000 Ungarn gaben an, zu Hause deutsch zu sprechen.
Es gibt eine Reihe von Ortschaften mit deutscher Minderheit, deren Ortsschilder zweisprachig beschriftet sind. Straßenschilder sind dagegen in der Regel einsprachig. Ausnahmen sind Ödenburg (Sopron, 2011 offiziell  5,7 % Ungarndeutsche) und Werischwar (Pilisvörösvár, offiziell  28 % Ungarndeutsche), wo auch Schilder mit deutschen Straßennamen zu sehen sind.
Im Oktober 2011 kündigte der Fraktionsvorsitzende der regierenden Fidesz-Partei, János Lázár in einem Interview mit der Zeitung Die Welt an, die Rechte der deutschen Minderheit stärken zu wollen. Diese sollten eigene Abgeordnete ins Parlament entsenden dürfen, eine Regelung, welche auch anderen Minderheiten Ungarns zugutekommen soll. Im Dezember 2012 beschloss das Parlament eine Vorlage der FIDESZ-Regierung, nach der jährlich ein Gedenktag für die Vertreibung der Ungarndeutschen abgehalten wird. Dieser fand erstmals am 19. Januar 2013 statt. Seit der Parlamentswahl 2018 sitzt ein Vertreter der Landesselbstverwaltung der Ungarndeutschen (LdU) im Budapester Parlament. Die LdU steht der regierenden Fidesz-Partei nahe. Er wurde 2022 wiedergewählt.
Bei der ungarischen Volkszählung 2011 hatten folgende Gemeinden einen Anteil über 40 % an deutschstämmiger Bevölkerung:
| Gemeinde                    | Komitat              | Anteil |
| --------------------------- | -------------------- | ------ |
| Ohwala (Ófalu)              | Baranya              | 83,5 % |
| Ganna                       | Veszprém             | 62,9 % |
| Großdorf (Vaskeresztes)     | Vas                  | 59,5 % |
| Ketsching (Görcsönydoboka)  | Baranya              | 56,0 % |
| Trautsondorf (Hercegkút)    | Borsod-Abaúj-Zemplén | 55,6 % |
| Roggendorf (Kiszsidány)     | Vas                  | 52,9 % |
| Nimmersch (Himesháza)       | Baranya              | 50,5 % |
| Nadasch (Mecseknádasd)      | Baranya              | 50,2 % |
| Altglashütte (Óbánya)       | Baranya              | 49,6 % |
| Sagetal (Szakadát)          | Tolna                | 49,4 % |
| Deutschhütten (Németbánya)  | Veszprém             | 47,1 % |
| Kischnaard (Kisnyárád)      | Baranya              | 46,4 % |
| Pernau (Pornóapáti)         | Vas                  | 45,6 % |
| Jerking (Györköny)          | Tolna                | 44,0 % |
| Tschasartet (Császártöltés) | Bács-Kiskun          | 42,6 % |
| Großnaard (Nagynyárád)      | Baranya              | 41,8 % |
| Nadwar (Nemesnádudvar)      | Bács-Kiskun          | 41,5 % |
| Tscholnok (Csolnok)         | Komárom-Esztergom    | 40,7 % |
| Gowisch (Villánykövesd)     | Baranya              | 40,9 % |
| Schomberg (Somberek)        | Baranya              | 40,5 % |
| Gereschlak (Geresdlak)      | Baranya              | 40,1 % |

## Ungarndeutsche Medien und Kultur in Ungarn

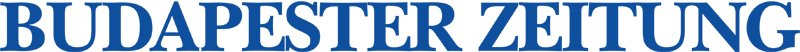
Titelkopf der deutschsprachigen Budapester Zeitung

Die deutschsprachige Presse im Gebiet des heutigen Ungarns hat eine jahrhundertelange Tradition und ist heute sehr vielfältig. Das Angebot reicht von wissenschaftlichen Fachzeitschriften wie Acta Archaeologica über die Balaton-Zeitung für Touristen am Plattensee und die Bonnharder Nachrichten, einer Regionalzeitschrift für Ungarndeutsche, bis hin zum WiU magazin, das Berichte zum Wirtschaftsgeschehen in Ungarn liefert. Bedeutende Publikationen sind die Wochenblätter Budapester Zeitung und Neue Zeitung. Letztere wird von der großen deutschen Minderheit herausgegeben und vom ungarischen Staat gefördert wie auch finanziert.
Die traditionsreiche Tageszeitung Pester Lloyd erschien nach einer Neugründung bis 2009 konventionell, seither aber nur mehr online.
Großer Beliebtheit erfreut sich auch das Sonntagsblatt aus Wudersch. In Szekszárd befindet sich das deutschsprachige Theater Deutsche Bühne Ungarn, das von dort als Landesbühne seinen Kulturauftrag erfüllt.

## Ungarndeutsche Personen
- Erika Áts (1934–2020) – Dichterin
- Béla Bayer – Schriftsteller
- Jakob Bleyer (1874–1933) – Wissenschaftler und Politiker
- Georg Fath – Dichter
- Ludwig Fischer – Schriftsteller
- Alajos Hauszmann (1847–1926) – Architekt
- Otto Heinek (1960–2018) – Journalist und Politiker
- Ottó Herman (1835–1914) – Naturforscher
- Nándor Hidegkuti (1922–2002) – Fußballspieler
- József Hild (1789–1867) – Architekt
- Claus Klotz – Schriftsteller
- Wilhelm Knabel – Schriftsteller und Publizist († 1972)
- Valeria Koch – Schriftstellerin
- Ferenc Mádl (1931–2011) – ungarischer Staatspräsident (2000–2005)
- Josef Mikonya (1928–2006) – Schriftsteller
- Ferenc Puskás (1927–2006) – Fußballspieler
- Engelbert Rittinger – Schriftsteller
- Mathias Schneider – Richter
- Ignatz Schöckl (1855–1928) – Architekt
- Imre Steindl (1839–1902) – Architekt
- Johann Weidlein (1905–1994) – Wissenschaftler
- Franz Zeltner – Schriftsteller
- János Junker – Politiker